# كيك باتاوسكي (مسلسل)
كيك وتاوسكي مسلسل رسوم متحركة من إنتاج ديزني في الولايات المتحدة الأمريكية وقد تم ترجمة المسلسل إلى العربية وعرض ديزنى الناطقة بالعربية وبعد ذلك بث إم بي سي 3 في 2011 و على تلفزيون ج في 2013 وهذا البرنامج يتحدث عن الصبي الذي يحب التزلج والمخاطر ويهواهما ويجعلمهما من أهم ما يفعله في الحياة.

## قصة المسلسل
تدور الأحداث حول الفتى «كيك»، الذي يسعى إلى أن يكون أعظم مُخاطر في العالم، ويساعده في ذلك صديقه الوفي «غانتر»، حيث يدخلان معًا مغامرات مثيرة ومتنوعة. ويدخل «كيك» تحدّيات صعبة، وتصدر عنه أفعال جريئة، بل ومتهورة وغير آمنة في كثير من الأحيان، كما يواجه مضايقات أخيه الأكبر «براد»، الذي يستهزأ به، ويسعى دائمًا إلى إفساد كل خططه وترتيباته.

## شخصيات المسلسل
كيك: فتًى مغامر، يلعب دور الشخصية المحورة بأحداث المسلسل ويشاركه صديقه المقرب «غونتر» كل ما يقوم به من مغامرات وهو يتمتع بالجرأة، ويحلم بأن يصبح أعظم مُخاطر بالعالم ويجيد المراوغة، ولديه مهارة كبيرة في ابتكار الحِيل المثيرة وهو يواجه مضايقات أخيه الأكبر «براد»، الذي يسعى دائمًا إلى إفساد خُططه ولا يخشى الصعاب، ويهوى المغامرات والتحدّيات ويرى أن عليه تخطّي أي عقبة تواجهه في طريقه لأن يصبح أعظم مُخاطر بالعالم.
غانتر: الصديق المُقرّب لـ «كيك»، والذي يشاركه كل المغامرات والتحدِّيات وهو لا يقلّ جرأة عن «كيك»، ولديه نفس الرغبة في خوض التحدِّيات والمغامرات ويبدو في كثير من الأحيان وكأنه منسق المغامرات المثيرة التي يخوضها مع «كيك» ويعاني من البدانة، ويكره التمرينات الرياضية وهو يسعى دائمًا إلى أن يكون لاعبا رئيسيًّا فيما يجري من أحداث.
وايد: صديق مُقرَّب لكل من «كيك» و«غانتر» ويساعد صديقيه «كيك» و«غانتر» فيما يتعرضان له من مشاكل وصِعاب وهو يمنح «كيك» و«غانتر» ما يحتجان إليه من مواد تساعدهما فيما يقومان به من مغامرات. على العكس من صديقيه «كيك» و«غانتر»، يبدو «وايد» كسولاً، ولا يحب المغامرات، ويفتقد للجرأة والحماس.
براد: الأخ الأكبر لـ «كيك»، بطل المسلسل ومحور أحداثه وهو الغريم الرئيسي لأخيه «كيك» وهو لا يُفوِّت أيّة فرصة لمضايقة أخيه «كيك» والاستهزاء به ويحاول السيطرة على أخيه «كيك»، ومعرفة كل تحركاته، وإفساد خُططه وترتيباته وهو يبدو مهذبًا ولطيفًا، خاصة عندما يكون في حضرة والديه.
بريانا: الأخت الصغرى لكل من «كيك» و«براد» وهي فتاة لطيفة مُدللة، تنعم بحياة مُرفّهة، وتحصل على كل ما ترغب وتتمتع بثقة كبيرة في نفسها، وتهوى المشاركة في مسابقات الجمال وتحب مضايقة «كيك» ولكنها تقوم أحيانًا بمساعدته في المواقف الصعبة.
بيلي ستامبز: بارع في ابتكار الحيل والخدع المثيرة للدهشة ويعتبره «كيك» بطلاً في ابتكار وأداء الحِيل والتصرفات المثيرة وعلى الرغم من أن له يدا واحدة، إلا أنه يستطيع قيادة شاحنته المثيرة وتثير حِيله طموح «كيك» لدرجه تجعله يحلم بالوصول إلى النجوم!
الوالدان: أبوان لطيفان يحبان أطفالهما الثلاثة كثيرًا، ويسعيان دائمًا إلى توفير الرعاية الكاملة لهم ولا يستطيعان في بعض الأحيان التعامل مع جرأة «كيك» وتصرفاته المتهورة ويبدو الأب «هاري» نمطيًّا، حيث يفعل أشياءً مملة وروتينية ويقوم بأفعال جريئة ومثيرة، عندما يطلب منه ابنه «كيك» أن يقضي معه بعض الوقت. الأم «دينيس» تكره شجار أطفالها الثلاثة الذين كثيرًا ما تقع بينهم الخلافات، وخاصة بين «كيك» و«براد».

## الأصوات العربية

### نسخة الدبلجة الأردنية
- أحمد الآغا - كيك
- عبد الله حمادة - غانتر
- فرح عناني
- ماهر جابر - براد
- وفاء عبد الله
- رامي عناني
- عنان مراد

### نسخة الدبلجة اللبنانية
- عماد فغالي - براد
- شربل أيوب - غانتر
- فؤاد شمص - كيك
- رانيا شمص - بريانا
- علي سعد - الأب
- جمانة الزنجي - الأم

## وصلات خارجية
- كيك وتاوسكي على موقع IMDb (الإنجليزية)
- كيك وتاوسكي على موقع روتن توميتوز (الإنجليزية)
- كيك وتاوسكي على موقع كينوبويسك (الروسية)
- كيك وتاوسكي على موقع ألو سيني (الفرنسية)
- كيك وتاوسكي على موقع قاعدة بيانات الفيلم (الإنجليزية)

- كيك وتاوسكي - اغنية البداية - YouTube